# Massive Attack
Massive Attack é uma banda de trip hop inglesa, formada na cidade de Bristol no ano de 1988. Os seus membros são "3D" (Robert Del Naja) e "Daddy G" (Grant Marshall).

## Membros

### Membros atuais
- "3D" (Robert Del Naja)
- "Daddy G" (Grantley Evan Marshall)

### Ex-integrantes
- "Mushroom" (Andrew Vowles)

## História
Os DJs Daddy G e Andrew Vowles e o artista de graffiti Robert De Naja se conheceram como membros do coletivo The Wild Bunch. Um dos primeiros sound systems locais do Reino Unido, The Wild Bunch se tornou dominante na cena dos clubes de Bristol em meados dos anos 80.  
Massive Attack começou como um trio de spin-off em 1988, com a música "Any Love" lançada independentemente, cantada pelo vocalista e compositor Carlton McCarthy, e então, com apoio considerável de Neneh Cherry, eles assinaram para a Circa Records em 1990 - comprometendo-se a entregar seis álbuns de estúdio e uma compilação "best of". Circa tornou-se uma subsidiária da Virgin Records, que foi posteriormente incorporada pela EMI. Blue Lines (1991), foi co-produzido por Jonny Dollar e Cameron McVey, que também se tornou seu primeiro empresário. Geoff Barrow, que passou a formar a Portishead, era um estagiário e operador de tape trainee no estúdio da Bristol Coach House quando o álbum foi gravado. McVey (creditado na época como 'Booga Bear') e sua esposa, Neneh Cherry, forneceram apoio financeiro crucial e assistência em espécie para as primeiras carreiras de Massive Attack, Portishead e Tricky durante esse período, mesmo pagando salários regulares para eles através de sua Cherry Bear Organization. Massive Attack usava vocalistas convidados, intercalados com os estilos de sprechges de Del Naja e Marshall (inicialmente de Tricky), além do que se tornou uma produção de samples criativa britânica; um som de marca registrada que fundiu hip-hop, soul, reggae e outras referências ecléticas, musicais e líricas. 
Nos anos noventa, o trio tornou-se conhecido por muitas vezes não ser capaz de se dar bem uns com os outros e trabalhar cada vez mais separadamente. Andy Vowles (Mushroom), que já havia pensado em si mesmo como o diretor musical do trio, deixou ressentidamente o Massive Attack no final de 1999, depois de um ultimato dos outros dois membros para acabar com o grupo imediatamente se ele não o fizesse. Apesar de ter ficado do lado de Del Naja no disparo efetivo de Vowles e depois participado de um webcast como um duo no ano seguinte, Grant Marshall (G) também havia efetivamente saído em 2001, abandonando completamente o estúdio. Marshall retornou a um papel de estúdio em 2005, tendo ingressado no line-up em 2003 e 2004. 
Em 2004, a música Teardrop foi escolhida como tema de abertura da série House M.D. 
Após 15 anos de carreira vem o Collected lançado no ano de 2006, que reúne os maiores sucessos, músicas inéditas e raras em dois álbuns. Destaques para as faixas Live with Me e False Flags, que, de acordo com Del Naja, dão uma prévia do que seri o próximo álbum.
A banda volta a gravar Weather Underground, o futuro álbum de originais.
O jornal britânico The Times disponibilizou para download uma colectânea com remixes e raridades disponíveis somente para quem adquirisse o periódico. O single contou com a colaboração de renomeados DJ's e membros de outras bandas.

## Discografia

### Álbuns
- Blue Lines - 1991
- Protection - 1994
- No Protection - 1995
- Mezzanine - 1998
- 100th Window - 2003
- Danny the dog - 2004
- Heligoland - 2010
- Ritual Spirit EP - 2016